# Igen (album)
Az Igen a Republic stúdióalbuma 1996-ból.

## Dalok
Valamennyi dal Cipő szerzeménye, kivéve, ahol a szerzőséget feltüntettük.
1. Soha nem veszíthetsz el
2. Hozd el azt a napot (Szatyidal)[1]
3. Elhoztam én
4. Adj erőt és adj időt
5. Égi lovakon (Patai Tamás–Bódi László)
6. Elindultam szép hazámból... (Tóth Zoltán–Bódi László)
7. Mondd, hogy Igen (Tóth Zoltán–Bódi László)
8. Igen
9. 1. Az volna jó
  2. Még itt vagyok és holnap ott
  3. Csak messziről figyelj
10. Gyere-hopp!!!
11. Üveggyöngy (Patai Tamás–Bódi László)
12. Lehet, hogy már nem jövök (Boros Csaba–Bódi László)
13. Gyerek vagyok[2]
14. Shalom (instrumentális)

## Közreműködtek
- Tóth Zoltán – Gibson T1 gitár, akusztikus gitár, zongora, vokál
- Patai Tamás – Fender Stratocaster gitár, Slide, vokál
- Nagy László Attila – Premier dobok, ütőhangszerek, vokál
- Boros Csaba – Ibanez MC940 fretless, Rickenbacker 4001 basszusgitárok, konga, vokál
- Cipő „Cipő” – ének, csemballó, zongora, vokál
- Szabó András – hegedű
- Halász Judit – ének
- Siklós György – Hammond orgona
- Somogy Táncegyüttes – Merszel István – kórus, tánc
- Szilágyi „Bigyó” László – vokál
- Színes Géza – trombita, vokál
- Tóth Evelin – ének

## Videóklipek
- Hozd el azt a napot (Szatyidal)
- Adj erőt és adj időt
- Gyere-hopp!!!

## Toplistás szereplése
Az album 1996 39. hetén az első helyen nyitott a Mahasz Top 40-es eladási listáján. Négy hétig volt listavezető, összesen 18 hetet töltött a listán.